# Cinco artistas en Sintra
Cinco artistas en Sintra, (en portugués, Cinco Artistas em Sintra) es una pintura de 1855 realizada en óleo sobre un lienzo de 87 x 129 cm por el pintor luso Cristino da Silva (1829-1877). 
Expuesto en 1855 en la Exposición Universal de París fue adquirido por el rey consorte Fernando II de Portugal y ahora es propiedad del lisboeta Museo de Chiado, siendo uno de los lienzos más conocidos de este autor.
En este retrato hecho a propósito para la Exposición Universal de 1855, se puede ver a los artistas Francisco Augusto Metrass detrás de Tomás da Anunciação, el escultor Vítor Bastos, el propio autor y junto a él a José Rodrigues. El único artista romántico que no está representado en esta obra es el Vizconde de Menezes.